# Corporate (serie televisiva)
Corporate è una serie televisiva statunitense ideata da Pat Bishop, Matt Ingebretson e Jake Weisman.
La serie è ambientata nella multinazionale Hampton DeVille e segue le misere vite di due dipendenti calpestati.
La prima stagione, composta da 10 episodi, è stata trasmessa su Comedy Central dal 17 gennaio al 18 marzo 2018.
Il 26 febbraio 2018, viene rinnovata per una seconda stagione, andata in onda dal 15 gennaio al 19 marzo 2019.
Il 10 giugno 2019, Comedy Central rinnova la serie per una terza ed ultima stagione.

## Trama
Matt e Jake sono in balia del tirannico CEO Christian DeVille e dei suoi migliori luogotenenti, gli adulatori John e Kate. Mentre Matt e Jake navigano in una serie di disastri in continua rivoluzione, il loro unico alleato e Grace, una rappresentante delle risorse umane della Hampton Deville.

## Episodi
| Stagione         | Episodi | Prima TV USA | Prima TV Italia |
| ---------------- | ------- | ------------ | --------------- |
| Prima stagione   | 10      | 2018         | inedita         |
| Seconda stagione | 10      | 2019         | inedita         |
| Terza stagione   | 6       | 2020         | inedita         |

## Personaggi e interpreti

### Principali
- Matt Engelbertson, interpretato da Matt Ingebretson
- Jake Levinson, interpretato da Jake Weisman
- Kate Glass, interpretata da Anne Dudek[8]
- John Strickland, interpretato da Adam Lustick
- Grace, interpretata da Aparna Nancherla
- Christian DeVille, interpretato da Lance Reddick

### Ricorrenti
- Richard, interpretato da Matt McCarthy
- Baron, interpretato da Baron Vaughn
- Paige, interpretata da Anna Akana
- Vanessa, interpretata da Sasheer Zamata

### Guest
- Walter, interpretato da Brent Weinbach
- Jeff, interpretato da Jon Daly
- Kevin, interpretato da Ron Lynch

## Accoglienza

### Critica

#### Prima stagione
La prima stagione è stata accolta positivamente dalla critica. Sull'aggregatore di recensioni Rotten Tomatoes ha un indice di gradimento dell'87% con un voto medio di 8 su 10, basato su 15 recensioni. Il commento consensuale del sito recita: "Corporate ha uno sguardo cupo e assurdo sulla vita aziendale per offrire uno spettacolo intelligente con una tendenza più nichilista della tipica commedia sul posto di lavoro". Su Metacritic, invece ha un punteggio di 75 su 100, basato su 10 recensioni.

#### Seconda stagione
La seconda stagione su Rotten Tomatoes ha un indice di gradimento del 100% con un voto medio di 9 su 10, basato su 7 recensioni.